# 아지 (에블라)
아지(Azi, 기원전 25세기경 )는 에블라 왕국의 서기관 이름이다. 그의 이름은 여러 점토판에 나온다. 그리하여 그의 경력이 구성된다.
그는 학생으로 시작하여 시험을 통과한 후 서기가 되었다. 그는 매우 경쟁적인 선생으로 그의 직함은  둡-주-주로 점토판을 아는이라는 뜻이다.